# Јелена Живановић
Јелена Живановић (рођ. Галонић; Београд, 9. мај 1970) српска је певачица, музичар и текстописац данашњег популарног поп рок и ново таласног бенда Зана.

## Биографија
Јелена Живановић је завршила средњу музичку школу Мокрањац, одсек клавир и соло певање. Са својих 19 година постала је вокални солиста групе Зана, а шест година касније почела је да се бави и писањем текстова, што за своју групу, што за своје колеге.
Као дете, била је невероватно радознало дете које је поред тога што је било хиперактивно. У време њеног рођења, њена мајка је имала 35 година, а њен отац 40 година.

## Рад у групи
После много отпеваних пратећих вокала највећим звездама ex-YU естраде, на препоруку Горана Бреговића, ушла је у групу крајем 1990. године и снимила први ЛП Нисам, нисам са насловном нумером која је постала велики хит. Године 1993. изашао је и други албум Тражим уједно и последње музичко издање на винилу са великим хитом Прича се, прича да Руси долазе. Почетком 1996. године на компилацији Златни хитови 1980—1995. снимљене су две нове песме Модрице и Гушти, гушти, за које су спотови снимани на Тајланду. На албуму Заноманија који је објављен у пролеће 1997. године, написала је текстове за три песме Бајо, Бајо, Не могу више и D.I.S.C.O. Након албума Пријатељи 1999. године, Радован Јовићевић је напустио групу, а Јелена Галонић је постала осовина бенда уз Зорана Живановића. Јелена се 2008. удала за свог колегу из бенда Зорана Живановића.
Рад као тексописац
Поред великог броја песама које је написала за групу Зана, Јелена је такође написала доста песама за друге извођаче: већи део дискографије Бојана Бјелића укључујући велики хит "Експресно", затим "Анђеле мој" за Жељка Самарџића, "Кажем да те волим" за Цецу, "Аперол" за Магла бенд, "Баш баш" за Наиву, "За инат рођена" за Сању Ђорђевић, "Бори се" за Александру Радовић, неке песме за ОК Бенд (музичка група), "Душмани" за глумца Банета Томашевића, "Иза завесе", "Хаљина", "Кармин" за Гоцу Тржан, "Хајде" за Наташу Беквалац, "Ја хоћу с њим" за Цакану, "Један ал вредан" за Тропико бенд, "Корак по корак" за Ксенију Пајчин, неке песме за групу ДнД, неколико песама за Гогу Секулић укључујући њен први хит "Љубавница", "Мало ми треба" за групу Бит стрит и др.

## Дискографија
- Нисам, нисам (ПГП РТБ 1991)
- Тражим (ПГП РТС 1993)
- Заноманија (ПГП РТС 1997)
- Пријатељи (ПГП РТС 1999)
- 21 (Сити рекордс 2001)
- Као некад (Сити рекордс 2006)